# Fédération française de la photographie et des métiers de l'image
La Fédération française de la photographie et des métiers de l'image (FFPMI) est une organisation professionnelle représentative (Syndicat patronal) auprès des pouvoirs publics qui assure la défense et la promotion de la profession des photographes et des métiers de l’image en France.

## Historique
La FFPMI succède au GNPP (Groupement national de la photographie professionnelle) comme organisation représentative auprès du gouvernement et des pouvoirs publics. 
C’est en 1862 que Nadar, célèbre photographe, crée la première organisation syndicale française de cette profession : la CSPP (Chambre syndicale de la photographie professionnelle). 
En 1946, le GNPP sera créé pour fédérer les groupements régionaux et faire progresser la profession.
L’ère du numérique et la révolution des marchés de l’emploi ayant rendu le GNPP trop lourd à piloter et inadapté à certaines attentes des photographes professionnels, sous l'impulsion de son nouveau président Laurent Belet, ce groupement se réinvente en 2018 pour devenir la FFPMI (Fédération française de la photographie et des métiers de l’image). 
L’organisation professionnelle défend donc désormais toutes les professions des métiers de l’image, ne se limitant plus aux photographes conformément à ses nouveaux statuts signés en décembre 2018.
Afin de répondre aux besoins d’information, de sensibilisation et de défense de la photographie professionnelle en France, elle crée la délégation SauProMI (Sauvegarde et protection des métiers de l'image)

## Concours et Diplômes
La FFPMI participe ou organise des concours, diplômes ou distinctions dans le but de faire progresser la profession, ainsi que de promouvoir et valoriser les métiers de l'image. 
Organisateur
- Portraitiste de France
- Médailles et prix de la Photographie professionnelle française
- Objectif d'or
- Diaphragme d'or (étudiants et apprentis)

Organisme national référent pour le comité organisateur
- European Photographer of The Year (Organisé par la FEP : Fédération of European Photographers[5]) - Concours
- European Photographer / Qualified European Photographer / Master Qualified European Photographer (Organisé par la FEP : Fédération of European Photographers) - Diplômes
- Coupe du Monde de la Photographie (World Photographic Cup) [6]

Le groupement soutient également des manifestations à portée nationale ou internationale comme l'exposition « l'été des portraits » ou le concours « les photographes de l'année »